# Lamazère
Lamazère is een gemeente in het Franse departement Gers (regio Occitanie) en telt 130 inwoners (1999). De plaats maakt deel uit van het arrondissement Mirande.

## Geografie
De oppervlakte van Lamazère bedraagt 7,5 km², de bevolkingsdichtheid is 17,3 inwoners per km². De plaats ligt aan de Petite Baïse, enkele kilometers stroomopwaarts van de plaats waar die samenvloeit met de Grande Baïse.

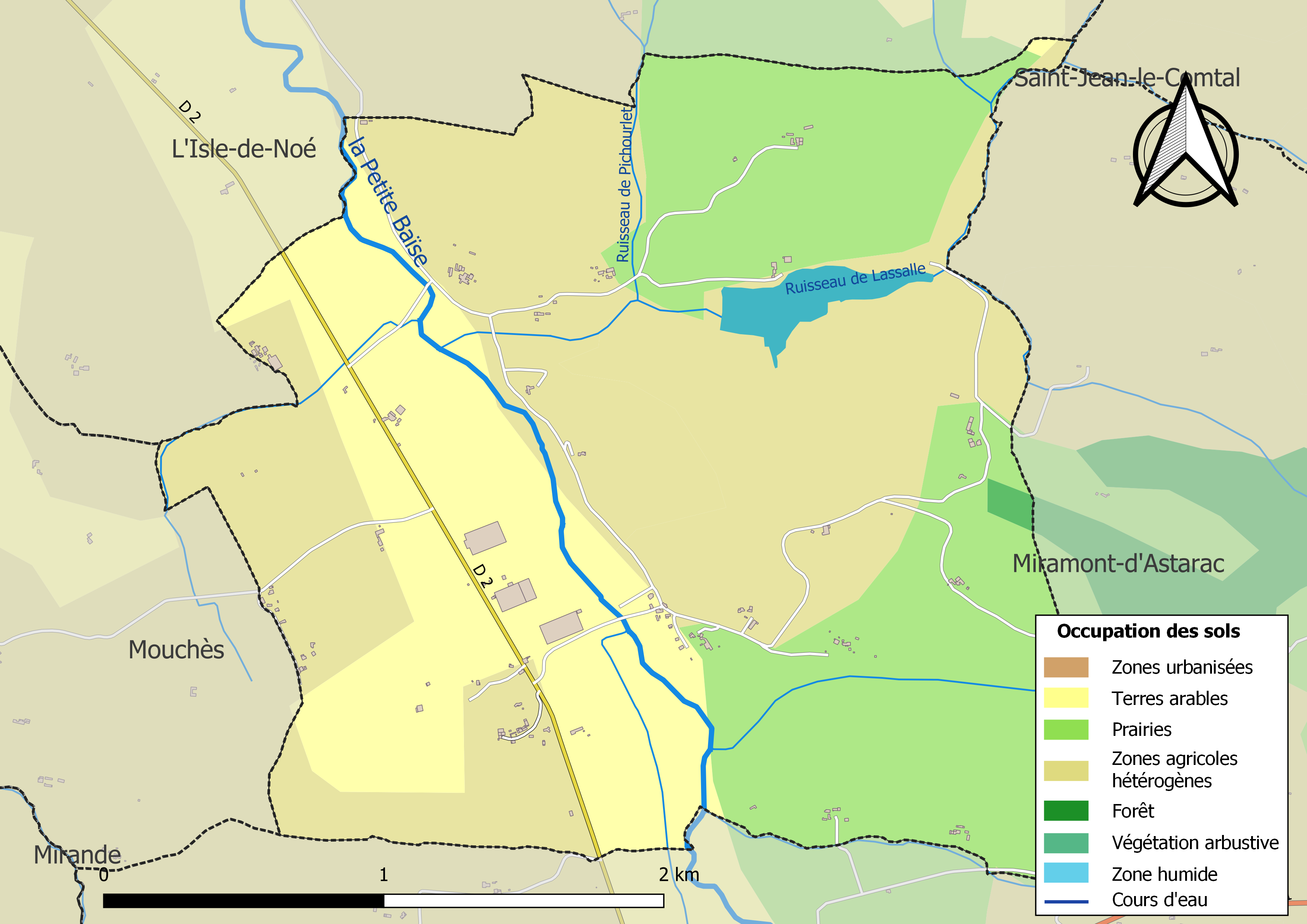
Het grondgebied van de gemeente

## Demografie
Onderstaande figuur toont het verloop van het inwonertal (bron: INSEE-tellingen).